# Prodecatoma moozhiarensis
Prodecatoma moozhiarensis är en stekelart som beskrevs av Durgadas Mukerjee 1981. Prodecatoma moozhiarensis ingår i släktet Prodecatoma och familjen kragglanssteklar. Inga underarter finns listade i Catalogue of Life.